# George Dorsett
George Dorsett (sinh năm 1881) là một cầu thủ bóng đá người Anh thi đấu cho West Bromwich Albion và Manchester City ở vị trí winger và wing-half.